# ATEC-ITS France
ATEC-ITS France est une association loi de 1901 regroupant les acteurs du domaine des transports terrestres en France, autour des technologies de système de transport intelligent (en anglais : intelligent transportation systems - ITS). ATEC ITS France a été renommé en janvier 2025 Mobil'in Pulse. 

## Congrès de la mobilité intelligente
ATEC-ITS France organise annuellement  son congrès et salon professionnel, Atexpo.
Une convention a été signée avec le Centre d'études et d'expertise sur les risques, l'environnement, la mobilité et l'aménagement (CEREMA), en 2021 lors des 49e Rencontres de la mobilité intelligente.
Ce partenariat s'exprime au travers de la mise en place de l'observatoire du « MaaS » pour « Mobility-as-a-service » ou « mobilité servicielle » en français.

L'association édite la revue professionnelle TEC.
 (mars 2024).
Si vous disposez d'ouvrages ou d'articles de référence ou si vous connaissez des sites web de qualité traitant du thème abordé ici, merci de compléter l'article en donnant les références utiles à sa vérifiabilité et en les liant à la section « Notes et références ».